# Сады Тамерлана

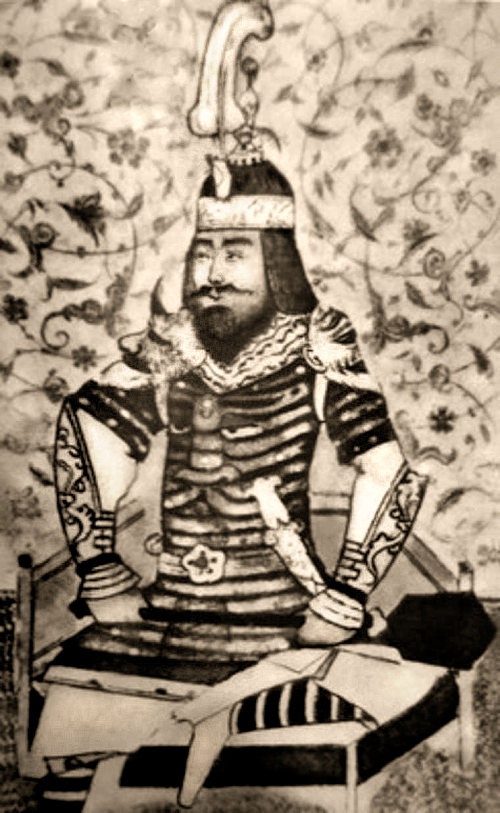
Миниатюра XV века, изображающая Тамерлана в саду.

Сады Тамерлана или Сады Амира Темура (перс. باغ تیمور‎; узб. Amir Temur bogʻlari) — сады (баг), возведённые Тамерланом в период 1378—1404 годов в Самарканде и его окрестностях. По сохранившимся данным, всего было взращено 14 основных садов. До наших времён известно название только десяти этих основных садов. Это: Баг-и Баланд, Баг-и Бехишт, Баг-и Давлатабад, Баг-и Дилкушо, Баг-и Джахоннамо, Баг-и Майдан, Баг-и Нав, Баг-и Чинар и Баг-и Шамол. Каждый из этих садов имел у себя дворец и фонтаны.
Первые упоминания о садах Тамерлана известны из записей историков и поэтов того времени. В средние века художники изображали некоторые сады Тамерлана в своих миниатюрах. Средневековый историк Хафизи Абру в своих трудах о Самарканде упоминает что «возведённый раньше из глины Самарканд перестроил, возведя здания из камня». Парковые комплексы Тимура были открыты для простых горожан, которые проводили там дни отдыха. Ни один из этих дворцов и садов до наших дней не сохранился. Известны лишь местоположения.
Сады были двух видов. Первый вид назывался чарбах — геометрически прямоугольные и каждая сторона простиралась примерно в один километр. По территории этого вида садов протекали четыре ручья и разделяли этот сад поровну на четыре части. Сад был окружён глинобитной стеной дувал. В четырёх углах этих стен были минареты, а в центре сада расположен дворец. Ворота этого вида садов располагались в сторону города. Второй вид садов не имел чётких геометрических сторон и располагался в естественных зарослях и оставался нетронутым. В углах этих садов располагался только небольшой дворец и несколько шатров, а также фонтаны и водоёмы. Этот вид садов имел богатую растительность и животный мир. Кроме этого вида садов, в окрестностях Самарканда располагались ещё несколько различных садов. Среди них наиболее известны Баг-и Булду, Баг-и Зогон, Баг-и Накши Джахон, Баг-и Амирзода Шохрух, Баг-и Диляфруз, Баг-и Шерон, Гулбаг, Багча, Лалазар, Бедана коруги, Чумчукчилик, Гозхона и другие. Традицию возведения и взращивания садов продолжали потомки Тамерлана, среди них наиболее известными любителями садов, градостроительства и живописи были Шахрух, Улугбек и Бабур.

## Наиболее известные сады

### Баг-и Баланд
Сад Баг-и Баланд (рус. Высокий сад) находился в северо-восточной части Самарканда, около мавзолея и возвышенности Чупан-ата. Тамерлан возвёл сад в честь своей внучки, дочери Миран-шаха. Для его возведения и взращивания были задействованы мастера из Ирана и Азербайджана. В центре этого сада располагался большой дворец из тебризского белого мрамора. В саду были посажены виноградники, деревья инжира и яблони.

### Баг-и Бехишт
Сад Баг-и Бехишт (рус. Небесный сад) находился в западной части Самарканда. Был возведён в 1378 году в честь одной их жён Тамерлана — Туман-ага (Хайруннисо). В некоторых источниках именуется как Баг-и Джаннат (рус. Райский сад). Древний историк Шарафуддин Али-Язди писал что «…сад был окружённ стеной хандак, а на верху искусственной возвышенности находится дворец из тебризского белого мрамора. Во дворец можно попасть по висячим мостам. В одной части сада находится место для различных животных».

### Баг-и Давлатабад

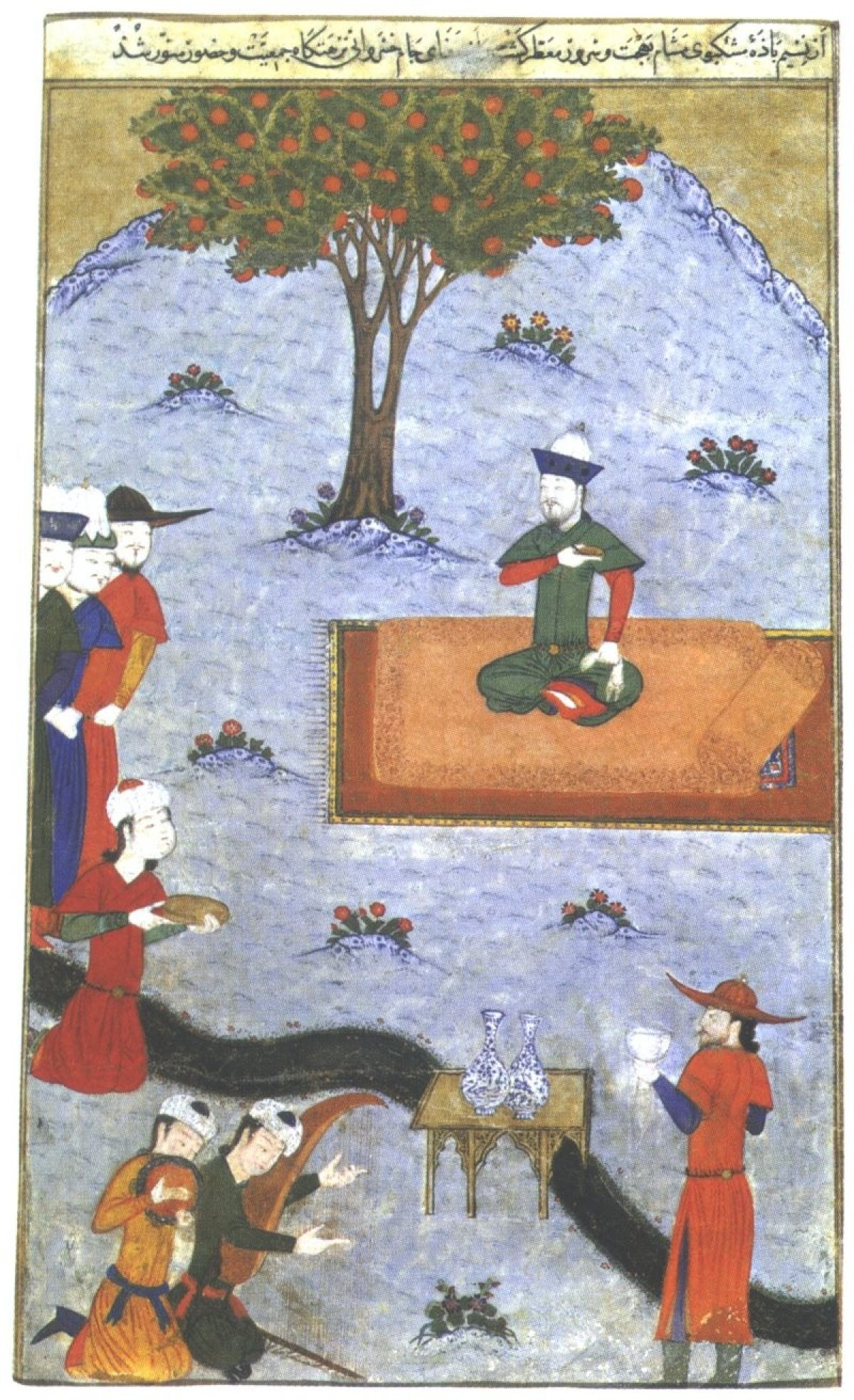
Миниатюра из книги Зафарнаме, изображающий Тамерлана после возвращения из индийского похода. На миниатюре вероятно сад Баг-и Давлатабад.

Сад Баг-и Давлатабад (рус. Сад благоустроенного государства) находился в 13 километрах к югу Самарканда. Был возведён и дарован Тамерлану 22 апреля 1399 года (в некоторых источниках 1396 год) после его возвращения с индийского похода. По письменным источникам, когда сад был дарован Тамерлану, он сразу же стал отдыхать там и устраивать пиры. Позднее он принимал именно в этом саду некоторых послов иностранных государств. По результатам исследований И. Сухарева и У. Алимова, сад находился в 13 километрах к югу Самарканда и занимал площадь в 1350x900 метров. Сад был окружён глинобитной стеной дувал, а по саду протекали многочисленные ручьи, здесь находились четыре водоёма хавуз и дворец. Сама территория сада была расположена на искусственной возвышенности высотой 12 метров. В сад можно было попасть через два висячих моста.

### Баг-и Дилкушо
Сад Баг-и Дилкушо (рус. Сад развлекающий душу) находился в пяти километрах к юго-востоку от Самарканда, в правой части дороги, ведущей в Пенджикент, вблизи кишлака Хиндуван. Был возведён в 1397 году в честь одной из жён Тамерлана — Тукалханум. Был окружён глинобитной стеной дувал длиной в 900 метров. В сад можно было попасть через одни из четырёх ворот, а в центре сада находился дворец. Дворец имел три этажа, на каждом этаже находился фонтан. На стенах дворца были запечатлены миниатюры, рассказывающие о походах и войнах Тамерлана. Именно в этом дворце Тамерлан принимал испанского посла Руй Гонсалеса де Клавихо. На месте этого сада в сегодняшнее время находится кишлак Дилкушо.

### Баг-и Джахоннамо

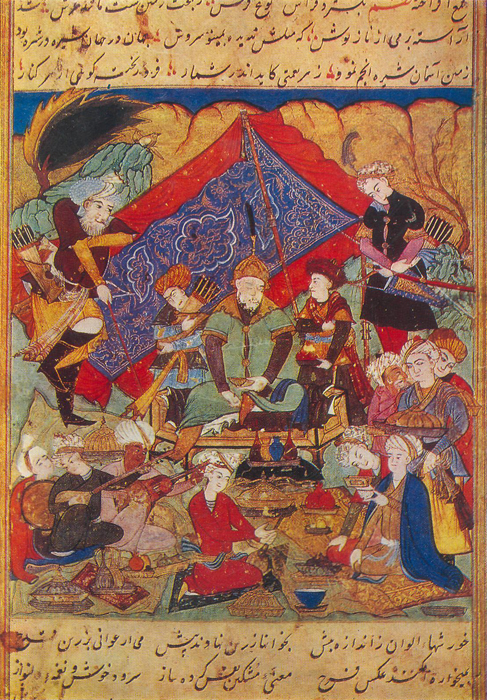
Тамерлан на пиру. Миниатюра из книги Зафарнаме. В миниатюре вероятно сад Баг-и Джахоннамо.

Сад Баг-и Джахоннамо (рус. Сад зеркала мира) находился в 42 километрах от Самарканда, у подножия Зерафшанского хребта. Был возведён в 1398 году. В саду находились небольшая крепость и дворец. Данный сад упоминается в книге историка и поэта Шарафуддина Али-Язди — Зафарнаме. В книге написано, что «из-за огромных размеров сада потерявшаяся лошадь была найдена только через шесть месяцев».

### Баг-и Майдан
Сад Баг-и Майдан (рус. Сад площади) находился в северо-восточной части Самарканда, у подножия возвышенности Чупан-ата. По историческим сведениям, в саду находился большой айван, а внутри айвана находился трон, украшенный драгоценными камнями. Позднее Улугбек украсил этот сад ещё больше. Бабур писал об этом саде следующее: «В середине этого сада (Улугбек) построил высокое здание. В четырёх углах этого здания есть четыре минарета, и только через эти минареты можно попасть во дворец…». Местность, где находился этот сад, до сих пор называется Баг-и Майдан.

### Баг-и Нав
Сад Баг-и Нав (рус. Новый сад) был возведён в 1404 году и находился в южной части Самарканда. Сад имел четырёхугольную форму и был окружён глинобитными стенами дувал. Как и в некоторых других садах, в четырёх углах сада находились минареты. В центре был дворец и большой водоём хауз. В настоящее время на месте этого сада находится кишлак Лолазор.

### Баг-и Чинар
Сад Баг-и Чинар (рус. Сад чинара) был возведён в 1397 году и находился в восточной части Самарканда, к юго-востоку от местности Конигил. В саду в основном росли деревья чинара, поэтому сад был назван именно так. В центре сада находился крестообразный дворец. В настоящее время на месте этого сада находится возвышенность Куш Тамгалик.

### Баг-и Шамол
Сад Баг-и Шамол (рус. Сад ветра) был возведён в 1404 году и находился в западной части Самарканда. Сад был возведён в честь внучки Тамерлана, дочери Миран-шаха. В центре сада находился четырёхугольный дворец, который с каждой стороны имел длину в 1500 шагов. Стены дворца были отделаны мрамором, а нижняя часть этих стен была отделана древесиной чёрного цвета и слоновой костью. Местность, где находился этот сад, до сих пор называется Баг-и Шамол.

### Другие сады
Кроме вышеуказанных садов, в окрестностях Самарканда располагались ещё несколько различных садов. Среди них наиболее известны Баг-и Булду, Баг-и Зогон, Баг-и Накши Джахон, Баг-и Амирзода Шохрух, Баг-и Диляфруз, Баг-и Шерон, Гулбаг, Багча, Лалазар, Бедана коруги, Чумчукчилик, Гозхона и другие.